# 帕拉达-迪托德亚
帕拉达-迪托德亚是葡萄牙波尔图区的一个堂区。总面积3.64平方公里，总人口1844人，人口密度506.6人/平方公里。